# British School ad Atene

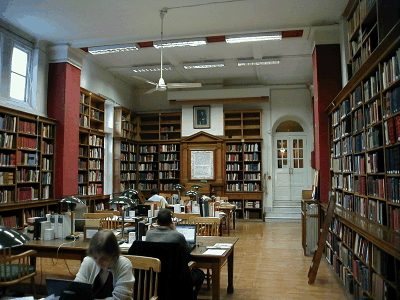
La BSA mantiene una delle più importanti biblioteche classiche/archeologiche d'Europa.

La Scuola britannica ad Atene o British School at Athens (BSA) (in greco: Βρετανική Σχολή Αθηνών) è una dei 17 istituti archeologici stranieri che hanno sede nella capitale ellenica.

## Informazioni generali
La Scuola venne fondata nel 1886 come la quarta istituzione in Grecia. Per la maggior parte della sua esistenza, la BSA si focalizzava nel sostenere, dirigere ed agevolare la ricerca britannica basata sugli studi classici e l'archeologia, ma in anni recenti, essa ha allargato il raggio d'azione a tutte le aree di studi greci. Per esempio, sono stati dati notevoli contributi nel campo dell'epigrafia e storia greca moderna.
Le attività della BSA comprendono un programma regolare di letture e seminari, una serie di insegnamenti e borse di studio, corsi (riguardanti Atene) per universitari e insegnanti e di perfezionamento, come pure ricerche sul campo archeologiche.

## Risorse
Le sue possibilità comprendono una delle più importanti biblioteche classiche e archeologiche della Grecia (oltre 60.000 volumi), e il laboratorio di Fitch, il più antico laboratorio archeometrico della Grecia. La BSA opera anche a Cnosso (Creta), dove gestisce una delle principali biblioteche archeologiche dell'isola.

## Ricerche sul campo archeologiche

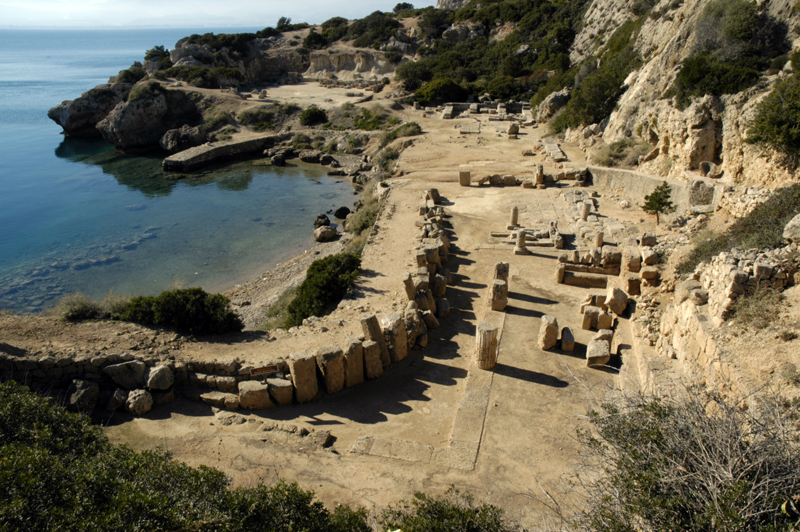
L'Heraion di Perachora, scavato dalla British School ad Atene durante gli anni '30.

Durante la sua lunga storia, la BSA è stata coinvolta in una moltitudine di progetti archeologici, incluso ricerche in Laconia, Beozia, Methana (Argolide), e nelle isole di Itaca (Isole Ionie), Ceo, Melos, Citera (Cicladi), Chio (Egeo Settentrionale) e Creta (Ricerca su Ayiopharango, su Vasilios, Cnosso, Praisos) E scavi a Nea Nikomedeia, Sitagroi, Servia e Assiros (Macedonia greca), Lefkandi (Eubea), Emborio e Kato Phana (Chios), Perachora (Corinzia), Micene (Argolide), Sparta (Laconia), Phylakopi (Melos), Keros (Cicladi), come pure a Creta a Cnosso, Karphi, Praisos, Debla, Trapeza Cave, Atsipades Korakias, Psychro, Myrtos, Petsofas e Paleocastro.